# Karl F. Klein
Karl F. Klein (ur. 1906 w Niemczech, zm. 3 stycznia 2001 w Nowym Jorku) – amerykański działacz religijny, członek Ciała Kierowniczego Świadków Jehowy.

## Życiorys
Karl F. Klein jako dziecko wyjechał wraz z rodziną z Niemiec do Stanów Zjednoczonych i tam wychowywał się na przedmieściach Chicago. Wraz z bratem Tedem zainteresowali się religią Międzynarodowych Badaczy Pisma Świętego jak wówczas nazywali się Świadkowie Jehowy. W 1918 roku na kongresie został ochrzczony. W 1925 roku rozpoczął pracę jako wolontariusz w Biurze Głównym Towarzystwa Strażnica w Nowym Jorku. Pracował w tamtejszej drukarni.
Przez kilka lat grał na wiolonczeli w orkiestrze, która przygrywała podczas nadawanych przez Towarzystwo Strażnica audycji radiowych (np. w rozgłośni WBBR). W późniejszym okresie pracował w Dziale Służby oraz w Dziale Redakcyjnym. W 1963 roku poślubił Margaretę – niemiecką misjonarkę, która po skończeniu Biblijnej Szkoły Strażnicy – Gilead, usługiwała w Boliwii. W 1974 roku został członkiem Ciała Kierowniczego i był nim aż do śmierci w roku 2001.